# Mike Ratledge
Mike Ratledge, właśc. Michael Roland Ratledge (ur. 6 maja 1943 w Maidstone, zm. 5 lutego 2025) – brytyjski muzyk i kompozytor grający na instrumentach klawiszowych, jeden z czołowych muzyków sceny kanterberyjskiej, długoletni członek zespołu Soft Machine.

## Życiorys

### Dzieciństwo
Był synem dyrektora szkoły w Canterbury.
Od wczesnego dzieciństwa kształcił się muzycznie i nigdy nie był zainteresowany ani rockandrollem ani muzyką popową.
Jego najbliższym przyjacielem był Brian Hopper z tego samego rocznika, starszy brat Hugh Hoppera, rówieśnika Roberta Wyatta. Chociaż chodzili do tej samej klasy w St. Stephen School, to zaprzyjaźnili się dopiero gdy zapisali się do szkolnej orkiestry i chóru (Ratledge śpiewał altem). Wstąpili także do Canterbury Male Voice Choir, który był zapraszany do śpiewania w katedrze w Canterbury, a sam Ratledge był nawet solistą. Razem ćwiczyli w swoich domach wykonując głównie muzykę kameralną i współczesnych kompozytorów. Także jako duet występowali na szkolnych uroczystościach. Stopniowo wchodzili także w krąg takich kompozytorów jak Karlheinz Stockhausen i Pierre Boulez. Wtedy także odkryli jazz. Ratledge najpierw zainteresował się pianistą Billem Evansem, ale w wieku 17 lat jego mistrzem stał się Cecil Taylor.
Do tej samej szkoły uczęszczał także Robert Ellidge Wyatt, który chodził do tej samej klasy i przyjaźnił się z młodszym o dwa lata bratem Ratledge’a – Hugh. Normalnie kontakty uczniów starszych z uczniami młodszymi nie były dopuszczalne. Jednak Ratledge piastował w szkole pozycję szkolnego prefekta, która nakładała na niego obowiązek asystowania w domowych zajęciach młodszych uczniów i utrzymywania wśród nich porządku. To stanowisko pomogło mu w kontaktach z Robertem, który posiadał album Cecila Taylora. Był to rok 1960.
Wtedy Mike ostatecznie stracił zainteresowanie tradycyjną klasyczną muzyką i zaczął brać lekcje pianistyki jazzowej. Brał także udział w szkolnych przedstawieniach teatralnych.
W drugiej połowie 1960 r. przybył do Canterbury Australijczyk Daevid Allen właściciel 200 jazzowych płyt, które wywarły wpływ na całe Canterbury. Mike wspominał Daevid wywarł fantastyczny wpływ na Canterbury w tym czasie. Przywiózł około dwustu jazzowych płyt i nawrócił każdego w Canterbury na nie. Nie wiem, co by się stało bez nich.
Latem 1961 r. ukończył szkołę z wyróżnieniami w językach: angielskim, francuskim i hiszpańskim. Został także jako jedyny ze swojego rocznika nagrodzony możliwością studiów na University College Oxford. Rozpoczął tam studiowanie psychologii, filozofii i języka angielskiego.

### Kariera
W maju 1963 r. rozpoczął wspomagać przyjaciół z The Daevid Allen Trio grą na instrumentach klawiszowych podczas ich występów w Londynie.
W 1964 r. ukończył studia na Uniwersytecie Oksfordzkim i poza okazjonalnymi jamami i występami z przyjaciółmi, kontynuował swój muzyczny rozwój w Oksfordzie u takich awangardowych muzyków jak Mal Dean i Rab Spall. Napisał także wtedy swoją jedyną popową piosenkę w rytmie 4/4 "Could Have Been the Saddest Thing".
W tym samym roku jego ciotka w nagrodę za ukończenie studiów na Oksfordzie, zafundowała mu podróż do Nowego Jorku. W mieście tym Mike chodził do klubów jazzowych i zapoznawał się ze środowiskiem literackim i muzycznym Nowego Jorku. Poznał między innymi pisarza Williama Burroughsa, u którego przez jakiś czas przebywał. Spodziewał się także kontynuować studia w USA, ale spóźnił się z podaniem o grant na studia.
W 1965 r. powrócił do Londynu. Chociaż rozpoczął już współpracę z London School of Economics muzyka okazała się silniejsza. W sierpniu 1966 r. dołączył do grupy Mister Head, w której grali Kevin Ayers (wokal, gitara), Daevid Allen (gitara basowa), Larry Nowlin (gitara) i Robert Wyatt (perkusja, wokal). Dzięki znajomości, William Burroughs wyraził zgodę na wykorzystanie tytułu jego powieści The Soft Machine (Delikatny mechanizm) jako nazwy zespołu.
Mike był w zespole Soft Machine od sierpnia 1966 do marca 1976 r. Odszedł z grupy i przekazał kierowanie nią Karlowi Jenkinsowi.
Po odejściu z zespołu zaangażował się w wykonanie Tubular Bells Mike’a Oldfielda w Royal Albert Hall. Wziął także udział w projekcie Davida Bedforda The Song of the White Horse dla programu artystycznego Omnibus Telewizji BBC. Napisał także muzykę do ambitnego, artystycznego filmu Riddles of the Sphinx.
W 1978 r. rozpoczął współpracę z Karlem Jankinsem w grupie Planet Earth, która nagrała album w 1978 r.
Projekt "Rollercoaster" zaowocował albumem oraz ostatnim wcieleniem grupy Soft Machine, która nagrała wtedy album Land of Cockayne, jednak już bez udziału RatlEdge’a.
Kontynuował stałą współpracę z Jenkinsem, która zaoowocowała setkami nagrań dla firmy DeWolfe. Rozpoczął komponowanie muzyki dla reklam i stał się także ich producentem.
W połowie lat 90. współpracował z Jenkinsem w grupie Adiemus, ale na wydanym pierwszym ich albumie jego rola ograniczyła się do zaprogramowania perkusji.
W ostatnich latach życia odszedł niemal całkowicie od muzyki zajmując się różnorodnymi projektami, jak np. produkcją CD-ROM poświęconego sztuce Wenecji.

## Dyskografia

### The Daevid Allen Trio
- Live 1963 – Voiceprint VP122CD (1993) WB; Blueprint BP122CD

### Soft Machine
Albumy studyjne
- The Soft Machine

USA LP – ABC/Probe CPLP 4500 (1968); CD – Big Beat Records 22064 (1987)
WB LP – Big Beat WIKA 57 (1986); CD – One Way Records 22064 (1993)
- Volume Two

WB LP – ABC/Probe SPB 1002 (1969); LP – Big Beat WIKA 58 (1986); CD – One Way Records 22065 (1993)
USA LP – Probe CPLP 45055 (1969); CD – Beat Goes On BGO 180 (1993)
- Third

WB LP – CBS 66246 (1970); CD – Decal LIKD 35 (1988); CD – Beat Goes On BGOCD 180 (1993); CD – Columbia 4714072 (1996)
USA LP – Columbia G 30339 (1970); CD – Columbia 30339 (1988); CD – Sony 30339 (1991); CD – Beat Goes On BGO 180 (1993)
- Fourth

WB LP – CBS 64280 (1971);
USA LP – Columbia C 30754 (1971); CD – One Way Records 26254 (1995);
- Fifth

WB LP – CBC 64806 (1972);
USA LP – Columbia 31604 (1972); CD – Epic/Sony ESCA 54118 (1991); CD – One Way Records 26227 (1995);
- Six

WB LP – CBS 66214 (1973) podwójny album; CD – One Way Records A26255 (1995); CD – Columbia/Rewind 4949812 (1999)
USA LP – Columbia 32260 (1973) podwójny album; CD – One Way Records 26255 (1996)
- Seven

WB LP – CBS 65799 (1973); CD – One War Records A26256 (1995)
USA LP – Columbia 32716 (1973); CD – Epic/Sony ESCA 5419 (1991); CD – One Way Records A26256 (1995)
- Bundles

WB LP – Harvest SHSP 4044 (1975); LP – See for Miles Records SEE 283 (1990); CD – See for Miles Records SEE CD283 (1994);
USA LP – See for Miles Records SEE 283 (1989); CD – See for Miles Records SEE CD283 (1994);
- Softs

WB LP – Harvest SHSP 4056 (1976); LP – See for Miles Records SEE 285 (1990); CD – See for Miles Records SEE CD285 (1995)
USA LP – See for Miles Records SEE 285 (1990); CD – See for Miles Records SEE CD285 (1995);
Podwójne i potrójne zestawy
- Volume 1 & Volume 2 WB i USA (1989)
- Fourth & Fifth WB (1999), USA (1991)
- Six & Seven WB (2004)
- Soft Machine Box Set WB See for Miles Records MAGPIE 2 (1992) 3 CD (Bundles, Softs, Alive and Well – Recorded in Paris)

Składanki
- Triple Echo WB LP Harvest SHTW 800 (1977)
- The Peel Sessions WB LP – Strange Fruit SFRLP 201 (1990); CD – Strange Fruit SFRCD 201 (1999)
- Soft Machine WB CD – Movieplay Gold MPG 74033
- Backwards WB USA CD – Cuneiform Records Rune 170 (2002)

Albumy koncertowe
- Live at the Proms LP – Reckless RECK 5 (1988); CD – Reckless CD RECK 5 (1988)
- BBC Radio 1 Live in Concert WB CD – Windsong WINCD 031 (1993)
- BBC Radio 1 Live in Concert WB CD – Windsong WINCD 056 (1994)
- Live in France USA CD – One Way Records OW 31445 (1995); jako Live in Paris USA i WB Cuneiform Rune 195/196 (2004)
- Live in Paradiso 1969 WB CD – Voiceprint VP193CD (1995)
- Virtually WB CD – Cuneiform Rune 100 (1998)
- Live 1970 WB CD – Blueprint/Voiceprint VP290CD (1998)
- Noisette WB CD – Cuneiform Rune 130 (2000)
- Soft Machine Turns On Volume 2 WB CD – Voiceprint VP234CD (2001)
- Facelift WB CD – Voiceprint VP233CD (2002)
- BBC Radio 1967–1971 WB CD – HUX 037 (2003)
- BBC Radio 1971–1974 WB CD – HUX 047 (2003)
- Somewhere in Soho' WB CD – Voiceprint VP262CD (2004)
- Breda Reactor WB CD – Voiceprint VP345CD (2005)
- Middle Earth Masters USA WB CD – Cuneiform Rune 235 (2006)

### Planet Earth
- Planet Earth (1978)

### Rollercaster
- Wonderin' (1981)

### Adiemus
- Songs of Sanctuary (1995)

## Wideografia
DVD
- Alive in Paris 1970 (2008) (koncert nagrany 2.3.1970 w Théâtre de la Musique w Paryżu)
- Soft Machine Legacy. The Paris Concert (2006) (koncert nagrany 12.12.2005 w New Morning w Paryżu)
- Beat Club TV 1971 (2006) (nagrania z Radio Bremen sfilmowane przez niemiecką TV i wyemitowane przez Beat Club TV. DVD dołączono do albumu Grides)